# Haplochromis phytophagus
Haplochromis phytophagus är en fiskart som beskrevs av Greenwood, 1966. Haplochromis phytophagus ingår i släktet Haplochromis och familjen Cichlidae. IUCN kategoriserar arten globalt som otillräckligt studerad. Inga underarter finns listade i Catalogue of Life.